# 神农郡
神农郡，中国南北朝设置的郡。
南朝梁改广业郡置，治所在高邮县（今江苏省高邮市）。辖境相当今江苏省高邮市地。属南兖州。北齐属东广州。北周属吴州。隋朝开皇初年废。 